# Valantia deltoidea
Valantia deltoidea är en måreväxtart som beskrevs av Salvatore Brullo. Valantia deltoidea ingår i släktet Valantia och familjen måreväxter. Inga underarter finns listade i Catalogue of Life.